# Aanchal Malhotra
Aanchal Malhotra (nascida em 1990) é uma historiadora oral, autora e artista indiana, conhecida por seu trabalho sobre a Partição da Índia. Sua pesquisa e escritos concentram-se nas histórias orais de indivíduos afetados pela Partição, capturando suas memórias e os vestígios tangíveis desse período.
Ela é autora dos livros aclamados pela crítica "Remnants of a Separation" e "In the Language of Remembering".

## Infância e educação
Aanchal Malhotra nasceu em Nova Délhi, Índia, em 1990, onde continua a viver e trabalhar. Ela obteve um diploma de BFA em gravura tradicional e história da arte pelo Ontario College of Art & Design, em Toronto, onde ganhou a Medalha da Universidade e o Prêmio Sir Edmund Walker para Estudos de Pós-Graduação. Concluiu um MFA em Arte de Estúdio pela Universidade Concordia, em Montreal. Ela pertence à família dos Bahrisons Booksellers, fundado por seu avô paterno, Balraj Bahri, em 1953, em Nova Délhi.

## Carreira
O livro de estreia de Malhotra, Remnants of a Separation: A History of the Partition through Material Memory, foi publicado pela HarperCollins India em 2017, para marcar o 70º aniversário da independência da Índia. O projeto (com o mesmo nome) começou inicialmente como sua dissertação de mestrado na Universidade Concordia, em Montreal, e incluiu pesquisa de campo na Índia, Paquistão e Inglaterra. É uma tentativa de revisitar a Partição por objetos pessoais e íntimos que os refugiados levaram consigo ao atravessar a fronteira durante sua migração. Escrito como uma combinação entre história e antropologia, retrata uma história humana da Partição. Foi nomeado um livro "India @ 70" pelo Hindustan Times e foi finalista para o Sahitya Akademi Yuva Puraskar, o Shakti Bhatt Prize First Book Award, o Kamaladevi Chattopadhyay NIF Book Prize e o Hindu Lit for Life Non-Fiction Prize.

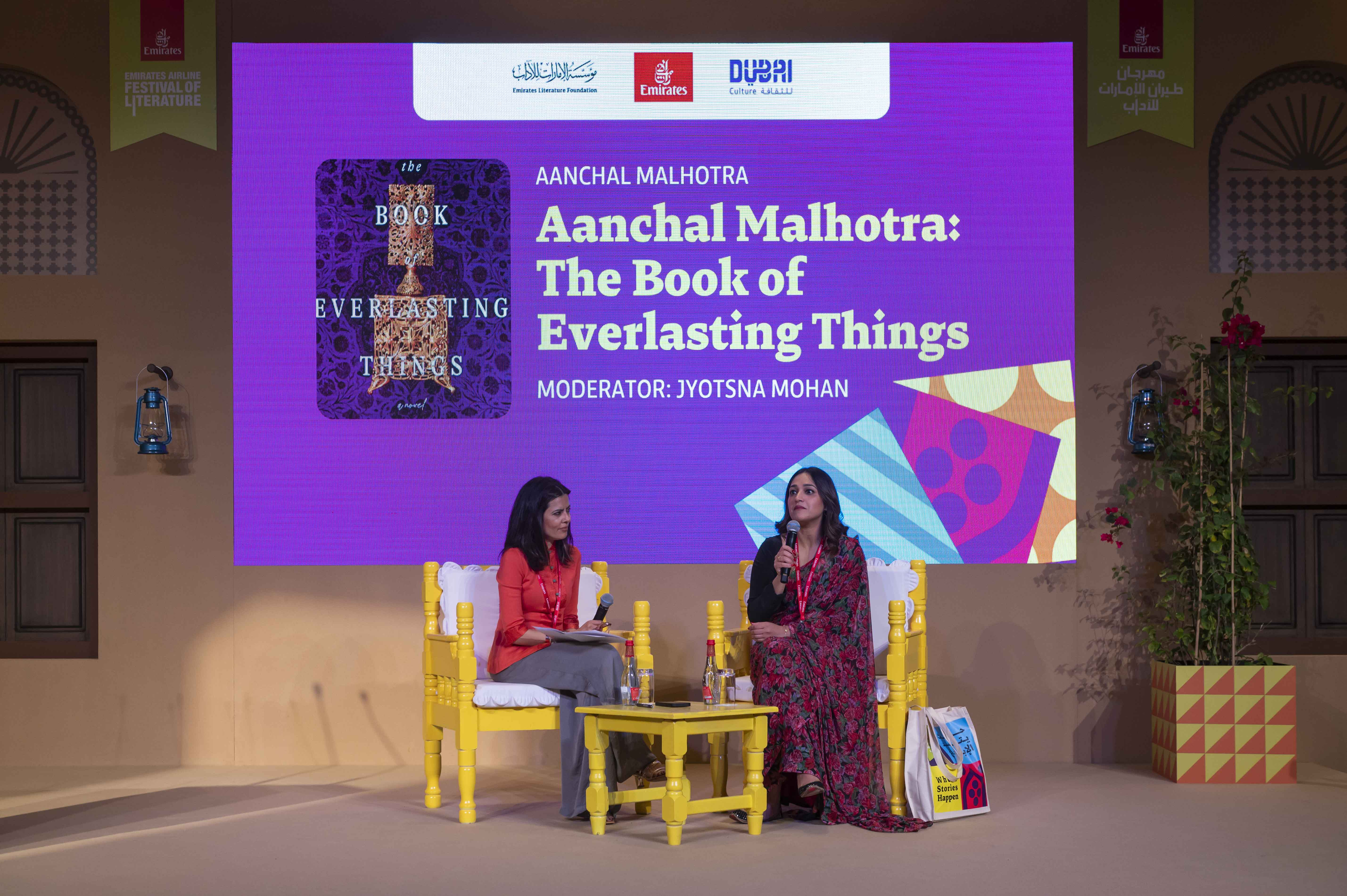
Aanchal Malhotra falando no Festival de Literatura da Emirates Airline 2024, The Book Of Everlasting Things

Fora do subcontinente, o livro foi publicado com o título Remnants of Partition: 21 Objects from a Continent Divided, pela Hurst Publishers em 2019. Foi finalista do Prêmio Nayef Al-Rodhan para Compreensão Cultural Global da Academia Britânica em 2019. Em 2022, ganhou o Prêmio do Conselho para Antropologia de Museus, nos EUA, onde o comitê afirmou: "A preocupação de Malhotra com detalhes — como línguas faladas, membros da família presentes e suas interações durante as entrevistas, ambiente e clima (bem como suas próprias respostas às histórias) — cria uma base moral e ética sólida para este trabalho... [Ele] é um modelo para contribuições significativas à antropologia de museus."
Para marcar o 75º aniversário da Partição em 2022, Malhotra publicou uma continuação intitulada In the Language of Remembering: The Inheritance of Partition, que se concentra na relevância contemporânea da Partição na vida cotidiana de indianos, paquistaneses e bengalis.
Seu romance de estreia, The Book of Everlasting Things, também foi publicado em 2022.

Além de seus livros, ela tem participado de vários projetos de história oral e é consultora da iniciativa de paz Project Dastaan. Em 2017, ela co-fundou o Museum of Material Memory, um repositório digital crowdsourced que rastreia a história familiar e a etnografia social via relíquias, colecionáveis e objetos de antiguidade do subcontinente indiano.

## Livros

### Não-ficção
- Remnants of a Separation: A History of Partition through Material Memory (2017) / Remnants of Partition: 21 Objects from a Continent Divided (2019)[16]
- In the Language of Remembering: The Inheritance of Partition (2022)[17]

### Ficção
The Book of Everlasting Things (December 2022) (HarperCollins India, Flatiron Books, 2022)

### Antologias
- The Book of Dog (HarperCollins India, 2022)[19]
- Our Freedoms: Essays and Stories from India's best writers (Juggernaut, 2021)[20]
- India at 70: Multidisciplinary Approaches (Routledge, 2019)[21]
- Departures in Critical Qualitative Research (University of California Press, 2019) [22]
- Looking Back: The 1947 Partition of India 70 Years On (Orient Black Swan, 2017) [23]

## Prêmios e honras
- 2017 A Hindustan Times “India @70” Book, Remnants of A Separation[24]* 2018 Tata Literature Live! First Book Award, longlist, Remnants of A Separation[25]
- 2022 Council for Museum Anthropology Book Prize, vencedora, Remnants of Partition[26]
- 2022 Valley of Words Prize for Hindi Translation, vencedora, Yaadon ke Bikhre Moti[27]
- 2022 History Today’s Best Books of the Year, In the Language of Remembering[28]
- 2024 Literary Prize of The Chambre de Commerce et d'Industrie Franco-Indienne, vencedora, Vestiges d’une Séparation[29]